# Rainford Kalaba
Rainford Kalaba (Kitwe, 14 de agosto de 1986) é um futebolista da Zâmbia que atua como médio. Joga actualmente no Mazembe.

## Carreira
Kalaba representou o elenco da Seleção Zambiana de Futebol no Campeonato Africano das Nações de 2015.

## Títulos
Zambia
- Campeonato Africano das Nações: 2012

### ZESCO United
- Campeonato da Zâmbia: 2007
- Copa da Zâmbia: 2006
- Copa Coca Cola Zâmbia: 2007
- Zâmbia Charity Shield: 2007